# Макс Гаце
Макс Гацè (на италиански: Max Gazzè), роден Масимилиано Гацè (Massimiliano Gazzè; * 6 юли 1967 в Рим, Италия), е италиански певец, автор на песни, басист и актьор.

## Биография
Римлянин по рождение със сицилиански произход (баща му е от Шикли в провинция Рагуза), на 15-годишна възраст се мести със семейството си в Белгия, където посещава Европейското училище в Брюксел (баща му работи в Италианското посолство). На 6-годишна възраст започва да учи пиано, а на 14-годишна възраст се посвещава на електрическия бас, започвайки да свири с различни групи в брюкселски клубове.

### Дебют
В продължение на пет години Гаце e басист, аранжор и съавтор на 4 Play 4 – английска нордърн соул формация с пионерски пътувания в ейсид джаза. С нея той се мести в Южна Франция, където работи и като художествен продуцент (на Пирамид и Тициана Кутич). Различни турнета го отвеждат и в Нидерландия.
Завръщайки се в Рим през 1992 г., Гаце се посвещава на експериментиране в своето малко звукозаписно студио, като същевременно композира саундтракове, като също така започва да си сътрудничи с артисти като Frankie hi-nrg mc, Алекс Брити, Николо Фаби и Даниеле Силвестри. По-специално се посвещава на дълго сътрудничество със Силвестри.
Между 1990 и 1992 г. той свири в триото Леоне-Соренти-Гаце заедно с Джани Леоне и Дуилио Соренти в Рим и в близките градове кавъри на чуждестранни изпълнители и на прогресив рок групата Балето ди Бронцо.
Между 1994 и 1995 г. той работи по реализацията на първия си албум Contro un'onda del mare („Срещу морска вълна“), издаден през януари 1996 г. и представен в акустична версия по време на турнето на Франко Батиато. Албумът, който поставя началото на партньорството с Върджин Рекърдс, може да се похвали със забележително разнообразие от музикален климат и оригиналност в изготвянето на текстовете и скоро е забелязан от критиката, като също така постига умерен успех сред публиката.

### Успех
През есента на 1997 г. излиза сингълът ми Cara Valentina („Скъпа Валентина“). През 1998 г. песента му Vento d'estate („Летен вятър“), изпята заедно с Николо Фаби, печели тазгодишното издание на песенния конкурс „Диск за лятото“ (Un disco per estate). Двата сингъла предшестват втория му албум La favola di Adamo ed Eva („Приказката на Адам и Ева“), издаден през октомври 1998), чиито текстове са написани от Гаце заедно с брат му Франческо.
През 1998 г. певецът участва и в трибютния албум към Робърт Уайат The Different You - Robert Wyatt e noi с песента O Caroline. Същата година участва във връчването на Награда „Тенко“.
През февруари 1999 г. участва във Фестивала на италианската песен в Санремо в категория „Млади“ с песента Una musica può fare („Една музика може да направи“), която е включена в преизданието на албума му La favola di Adamo ed Eva. Той се завръща на фестивала на следващата година с Il timido ubriaco („Срамежливият пияница“).
В края на дълъг сезон от концерти, на 13 март 2000 г. певецът издава третия си албум, озаглавен Max Gazzè, известен също с името Gadzilla.
Изпълнителят допълнително усъвършенства личния си стил, както е обявено от първия сингъл, взет от албума Il timido ubriaco, с който се представя на сцената на 50-ия фестивал в Санремо: песен, в която разказаната история и музиката загатват за две различни настроения. Новият албум отразява страстта на певеца към поезията – постоянен източник на вдъхновение: L'elemosina („Подаянието“) е превод на стихотворение от Стефан Маларме – поет, споменат също в песента Su un ciliegio esterno („На череша навън“). На друго място са преоткрити поетите на Академия „Аркадия“.
През лятото на 2000 г. той участва и във Фестивалбар с песента L'uomo più furbo („Най-хитрият човек“).
През октомври 2001 г. излиза четвъртият му албум Ognuno fa quello che gli pare? („ Всеки ли си прави каквото иска?). Разнообразието от звукови решения, които характеризират албума е и резултат от многобройни сътрудничества: откриват се във веселото кънтри парче Il debole fra i due („Слабият измежду двамата“), изпято заедно с Паола Турчи, в Il motore degli eventi („Двигателят на събитията“) – дует с Кармен Консоли, която е и копродуцент на песента, в копродукцията с Франческо Манели – клавирист на Консорциума за независими музиканти в Non era previsto („Не се очакваше“), в Il dolce della vita („Сладостта на живота“), направена в Париж със Стефан Айхер, и Niente di nuovo („Нищо ново“), записана на живо с музикантите, които обикновено акомпанират Джиневра Ди Марко. Също така за този запис Гаце пише текстовете заедно с брат си Франческо.
Между 2001 и 2003 г. той развива интензивна концертна дейност: театрално турне през зимата 2001-2002, турне на големите италиански фестивали през лятото на 2002 г. и турне в клубовете през 2002-2003 г. Гаце също така изплита все по-тясно сътрудничество с Щефан Айхер – водещ автор и изпълнител на европейската музикална сцена през последните 20 години. През 2003 г. Айхер издава новия си албум Taxi Europa, чието заглавно парче е написано и изпълнено от самия него и Гаце. Двамата пеят заедно и Cendrillon après Minuit / Cenerentola a mezzanotte – песен, за която Гаце се погрижва и за италианската адаптация. Римският музикант се изявява и като стабилен басист на групата както в записите на албума Taxi Europa, така и в едноименното европейско турне.
Албумът му Un giorno („Един ден“), включващ синглите Annina и La nostra vita nuova („Нашият нов живот“), е издаден през април 2004 г. Това е произведение със силен концертенн отпечатък, силно повлиян от музикалните срещи на изпълнителя през последните две години.
На 17 юни 2005 г., десет години след издаването на албума му Contro un'onda del mare, И Ем Ай издава Raduni 1995-2005 – компилация от 26 публикувани песни, взети от предишните му 5 албума + 4 неиздавани песни. Двойният компактдиск събира песни, извлечени в еднаква степен от 5-те издадени албума на певеца и включва най-големите му хитове, както и по-малко известни парчета.
След лятното турне през 2005 г. Гаце се посвещава на сътрудничество и обмен – един от любимите му методи за израстване, събиране на нови идеи и култивиране на стари проекти: той участва в Gizmo – кавър група на Полис, ръководена от Стюарт Коупланд, където освен историческият барабанист на Полис с Макс на сцената се изявяват Райц от Алмамегрета и Виторио Козма.
По-късно в дейността на Гаце все още има много сътрудничество с неговия приятел Даниеле Силвестри, за когото той свири в много песни в албума му Il latitante, и от юли 2007 г. заедно с Паола Турчи и Марина Рей е в турнето Di comune d'accordo („По взаимно съгласие“), където Гаце е на бас, Турчи на китара, Рей на перкусии и Андреа Ди Чезаре на цигулка с различни ефекти. Първата изява на триото, което се представя заедно с Андреа Ди Чезаре, разменяйки роли и песни от репертоарите им, е в Монтале на Фестивала „Монтале“. Турнето спира в много малки италиански градове и има чуждестранна спирка в Лозана, както и в най-големите италиански регионални столици.

Също през 2007 г. лейбълът И Ем Ай пуска друга компилация: The Best of Platinum, която включва 18 негови песни.
През 2008 г. Гаце участва в 58-ия фестивал в Санремо с песента Il solito sesso („Обичайният секс“). По-специално той пее на сцената на 25 февруари 2008 г. и след това на 28 февруари в „дуетната вечер”, където в изпълнението на своето произведение е акомпаниран от Паола Турчи (на китара) и Марина Рей (на перкусии).
На 29 февруари 2008 г. излиза новият му албум с неиздавани песни Tra l'alatro e la radio („Между плуга и радиото“). Той е единственият композитор на музиката, а за текста си сътрудничи със своя приятел – поет Джими Сантучи, непознат за музикалните среди. С него певецът споделя размишления за живота и промените, настъпили при прехода от селскостопанско към индустриално общество - от плуга до радиото. Отдалечаването от природата понякога ни кара да следваме житейски модели и ежедневни поведения, далеч от наата природата, което в крайна сметка ни кара да обеднеем вместо да ни обогати. В звукозаписното студио римският певец има изключителни музиканти: Кармен Консоли свири повечето акустични и електрически китари на диска, а Марина Рей свири на перкусии
На 9 април 2010 г. е пуснат първият филм с участието на Гаце – Basilicata coast to coast („Базиликата бряг до бряг“) на Роко Папалео. Сред останалите изпълнители на филма са Алесандро Гасман, Джована Медзоджорно, Паоло Бригулия и самият Папалео. За този филм Гаце пише с Джими Сантучи песента Mentre dormi („Докато спиш“), включена в саундтрака на филма. Тази песен му носи наградата „Марио Камерини“ за най-добра песен във филм.
На 4 май 2010 г. излиза новият му албум с неиздавани песни Quindi? („Значи?“), предшестван от сингъла Mentre dormi („Докато спиш“). Албумът дебютира на шеста позиция в официалната Класация на най-продаваните албуми в Италия на FIMI. Песента е отличена като „най-добра оригинална песен" на „Давид на Донатело“ 2011. Този албум също е резултат от интензивното сътрудничество с неговия приятел Джими Сантучи.
На 25 септември 2010 г. той участва в музикалния фестивал Удсток 5 Стар, организиран в Чезена от блога на Бепе Грило и излъчван от националния телевизионен канал Play.me, който стартира именно с това предаване на живо .
На 21 юли 2011 г. певецът получава в Марина ди Карара Награда „Лунеция“ – кино песен за музикално-литературната стойност на песента „Докато спиш“.
На 17 февруари 2012 г. участва като гост в четвъртата вечер на Фестивала в Санремо заедно с Долченера и двамата пеят в дует песента Ci vediamo a casa („Ще се видим у дома“).
През 2013 г. Гаце участва в 63-тото издание на фестивала в Санремо, воден от Фабио Фацио, с песните I tuoi maledettissimi impegni („Твоите доста проклети ангажименти“) e Sotto casa („Пред дома“). Последната песен, която е избрана между двете от новия механизъм, въведен в състезанието, дава заглавието на албума му с неиздавани песни, издаден на 14 февруари, последван от европейско турне. През този период изпълнителят постига отличен търговски успех, като е сертифициран със златен диск за продажбата на 30 000 копия на албума му „Пред дома“ и с платинен диск за над 50 000 копия на едноименния сингъл.
Също така през 2013 г. певецът участва в Първомайския концерт в Рим. През юни той получава в Ламеция Терме „Сребърен таралеж“ – наградата за най-добър автор на живо на годината oт 27-то издание на Музикалния преглед „Фати ди Музика“, воден от Руджеро Пеня.
През 2014 г. Гаце печели и наградата на Амнести Италия за Atto di forza („Акт на сила“) – песен, написана с брат му Франческо, в която се разказва за ужасния момент на изнасилването.
През пролетта на 2014 г. се ражда супергрупата Фабри Силвестри Гаце с авторите на песни и приятелите Николо Фаби и Даниеле Силвестри. На 25 април 2014 г. излиза сингълът Life is Sweet („Животът е сладък“), предшестващ албума им Il padrone della festa („Господарят на партито“). В допълнение към албума триото стартира европейско турне, което започва на 26 септември в Кьолн (Германия), с концерти във Франция, Обединеното кралство, Белгия, Нидерландия, Люксембург и Испания. Италианското турне започва през ноември и завършва на 30 юли 2015 г. в Рим пред публика от около 18 000 души.
На 18 септември 2015 г. в радио ротация излиза La vita com'è („Животът какъвто е“) – сингъл, който предшества новия албум на Гаце Maximilian, издаден в края на октомври.
През януари 2016 г. по италианските радиостанции излиза сингълът Mille volte ancora („Още хиляда пъти“). През лятото излиза хитът на изпълнителя Ti sembra normale („Изглежда ти нормално“), тогава сертифициран като платинен, и сингълът му Teresa.
През 2017 г. Гаце си сътрудничи с Капареца в сингъла Migliora la tua memoria con un click („Подобри паметта си с едно кликване“), която е от албума на Капареца Prisoner 709.
Две години по-късно той е избран да участва във Фестивала в Санремо 2018 в категория „Шампиони“ с песента La leggenda di Cristalda e Pizzomunno („Легендата на Кристалда и Пизомуно“). С това парче той се нарежда на 6-о място, печелейки Награда „Джанкарло Бигаци“ за най-добра музикална композиция.
На 16 ноември 2018 г. си сътрудничи с Карл Брейв за сингъла Can, а през 2020 г. си сътрудничи с Франческа Микиелин за песента La vie ensemble.
По-късно той е обявен сред участниците във Фестивала в Санремо 2021 с песента Il farmacista („Аптекарят“), представяйки се в ранната вечер като „Макс Гаце и Ла Трифлуоперанцина Монастери Бенд“.
На 9 април същата година изпълнителят издава новия си албум La matematica dei rami („Математиката на клоновете“), където си сътрудничи с Маджикал Мистери Бенд при продуцирането на песните – група, към която принадлежи и Даниеле Силвестри.

## Личен живот
Макс Гаце има пет деца. Три от тях: един син (Самуеле) и две дъщери (Бианка и Емили) са от бившата си съпруга, с която се развежда през 2010 г. след 15 години брак. Впоследствие има още две деца (Силвия и Гулиелмо) от връзка след развода. Синът му Самуеле е рапър със сценичното име Sam Blu.

## Участие във Фестивала в Санремо
- Una musica può fare (раздел „Нови предложения“, 1999 г. ) - 8-мо място
- Il timido ubriaco (2000) - 4-то място
- Il solito sesso (2008) - 12-то място
- Sotto casa и I tuoi maledettisimi impegni (2013) - 7-мо място със Sotto casa
- La leggenda di Cristalda e Pizzomunno (2018) - 6-то място, Награда „Джанкарло Бигаци“ за най-добра музикална композиция
- Il farmacista (2021) - 17 място

## Дискография

### Като солист
- 1996 – Contro un'onda del mare
- 1998 – La favola di Adamo ed Eva
- 2000 – Max Gazzè
- 2001 – Ognuno fa quello che gli pare?
- 2004 – Un giorno
- 2008 – Tra l'aratro e la radio
- 2010 – Quindi?
- 2013 – Sotto casa
- 2015 – Maximilian
- 2018 – Alchemaya
- 2021 – La matematica dei rami

### С Фаби Силвестри Гаце
2014 – Il padrone della festa

## Филмография
- Basilicata coast to coast, реж. Роко Папалео (2010)
- 12 12 12, реж. Масимо Морини (2013)
- Incompresa, реж. Азия Ардженто (2014)
- Confusi e felici, реж. Масимилиано Бруно (2014)
- Lasciami per sempre, реж. Симона Ицо (2017)
- Шантаво семейство, реж. Холгер Тапе (2017), глас на Дракула

## Награди и признания
- 2010: Златен дубъл: Най-добър саундтрак за Basilicata coast to coast[15]
- 2011: Награда „Лунеция“ – кино песен за музикално-литературната стойност на песента „Докато спиш“.
- 2013: „Сребърен таралеж“ – наградата за най-добър автор на живо на годината
- 2018: Награда „Джанкарло Бигаци“ за най-добра музикална композиция на Фестивала в Санремо